# دينارا دوركاروفا
دينارا دوركاروفا (بالروسية: Динара Анатольевна Друкарова)‏ هي ممثلة روسية (وحملت سابقاً جنسية الاتحاد السوفيتي)، ولدت في 3 يناير 1976 بسانت بطرسبرغ في روسيا. بدأت مشوارها المهني سنة 1989.

## أعمال

### أفلام
- (2011) 360[5]
- (2012) الحب[6]

## وصلات خارجية
- دينارا دوركاروفا على موقع IMDb (الإنجليزية)
- دينارا دوركاروفا على موقع قاعدة بيانات الأفلام العربية
- دينارا دوركاروفا على موقع ألو سيني (الفرنسية)
- دينارا دوركاروفا على موقع أول موفي (الإنجليزية)
- دينارا دوركاروفا على موقع قاعدة بيانات الأفلام السويدية (السويدية)
- دينارا دوركاروفا على موقع قاعدة بيانات الأفلام السويدية (السويدية)
- دينارا دوركاروفا على موقع قاعدة بيانات الفيلم (الإنجليزية)
- دينارا دوركاروفا على موقع كينوبويسك (الروسية)